# Abed Charef
 (novembre 2007).
Abed Charef est un journaliste et écrivain algérien, auteur de plusieurs essais et romans[réf. nécessaire], est connu en Algérie pour ses essais et chroniques politiques et sociales.

## Biographie
Après des débuts à l'agence APS et un passage à l'AFP, il commence à écrire en arabe dans le journal El Massa, qui accompagne l'ouverture démocratique de la fin des années 1980 en Algérie.
Il est le fondateur du quotidien El-Khabar, qui deviendra plus tard le plus fort tirage de la presse algérienne. Il lance également l'hebdomadaire La Nation, dont il quitte ensuite la direction pour y exercer comme journaliste. La disparition de ce journal le pousse, après une éclipse, à collaborer avec le Quotidien d'Oran, dans lequel il publie une chronique hebdomadaire. Il collabore épisodiquement avec d'autres journaux en arabe, dont Echourouk et Al-Quds al-Arabi.
Parallèlement à cette carrière de journaliste, Abed Charef publie plusieurs essais, dont Octobre, un chahut de gamins, sur les émeutes d'octobre 1988, puis un ouvrage sur la crise algérienne, Algérie, autopsie d'un massacre. Il publie deux romans, Miloud, l'enfant d'Algérie et Au nom du Fils. À l'exception du premier livre sur Octobre 1988, tous les autres sont édités en France, aux Éditions de l'Aube.
Abed Charef est un proche des réformateurs[réf. souhaitée], dont le chef de file est l'ancien chef du gouvernement Mouloud Hamrouche. Durant la campagne électorale pour la présidentielle avortées de 1989, il était responsable de la communication de Mouloud Hamrouche.